# منتجع نبتون

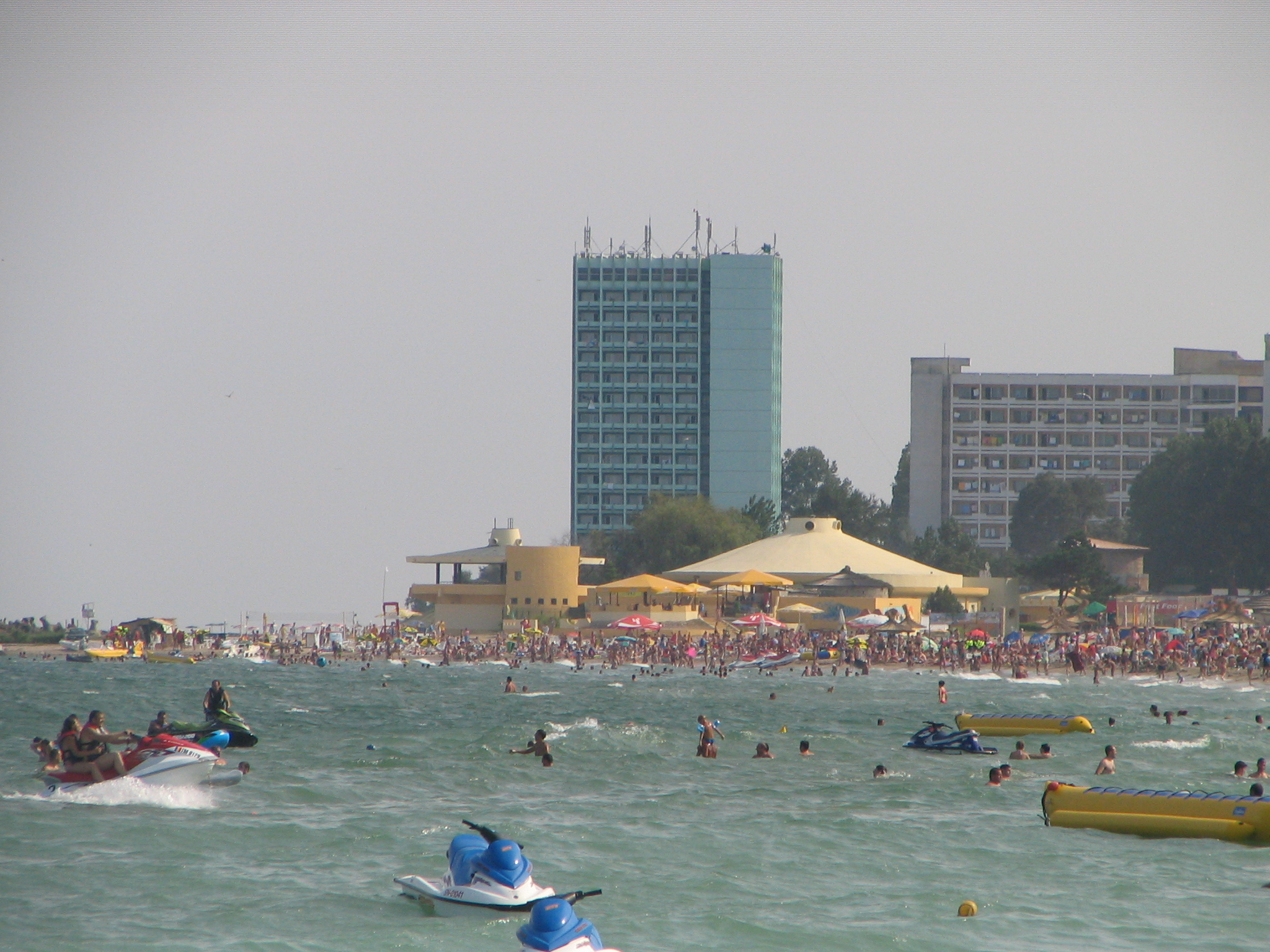
الشاطئ

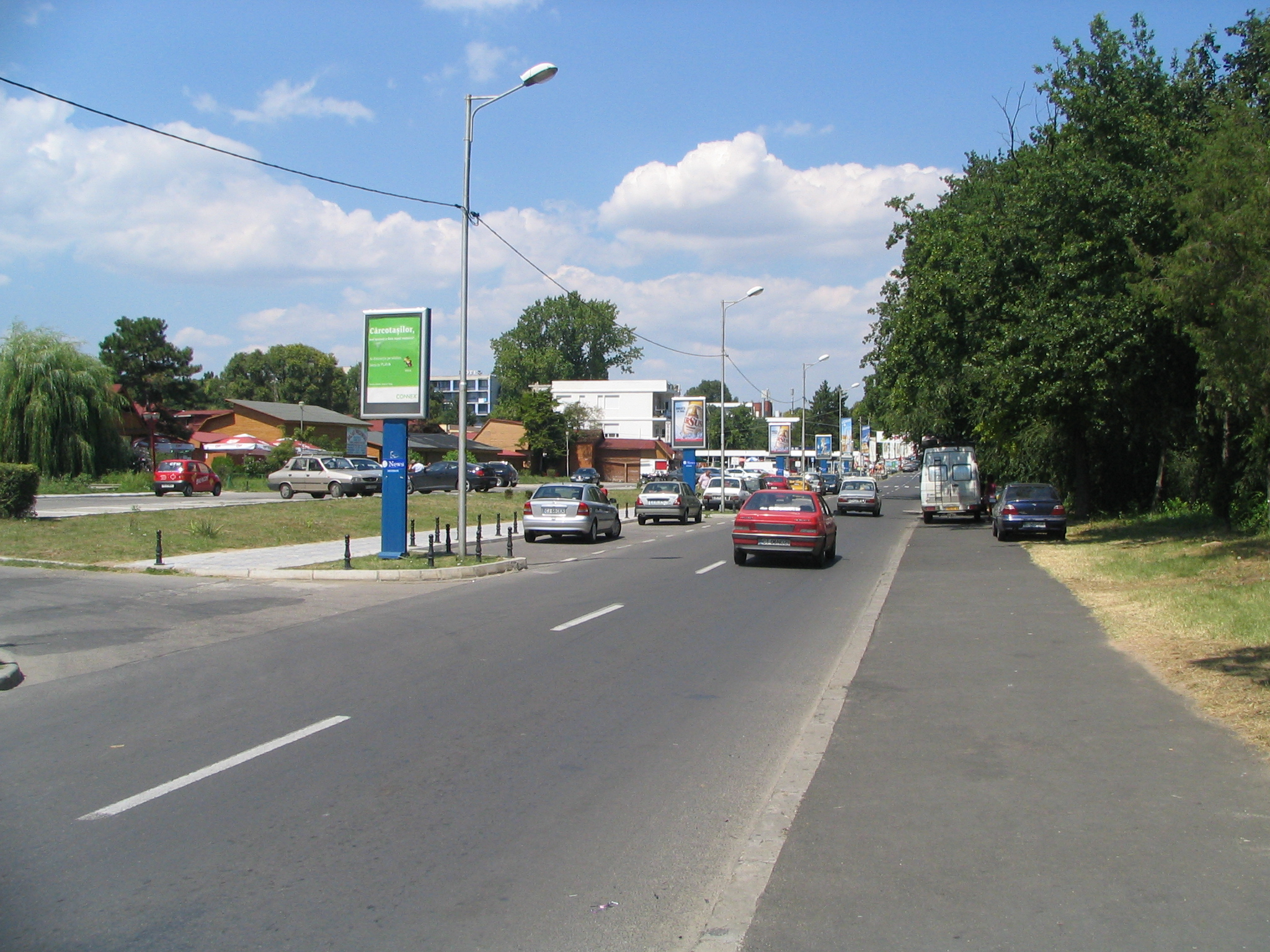
الطريق المؤدية إلى منتجع نبتون

منتجع نبتون,رومانيا يعتبر من أجمل المنتجعات الرومانية على ساحل البحر الأسود على بعد 7 كم شمال مدينة منغالايا و 38 عن مدينة كونستانتسا . 
ولدت المغنية الرومانية المشهورة اينا عام 1986م  في منطقة نبتون .